# Osiedle Polan
Osiedle Polan (dawniej: Osiedle ZMS) – osiedle mieszkaniowe, a jednocześnie jednostka obszarowa Systemu Informacji Miejskiej (SIM), wchodząca w skład większej jednostki obszarowej Żegrze, na terenie osiedla samorządowego Żegrze, w Poznaniu zaprojektowane przez Barbarę Namysł.

## Zabudowa
Zabudowę osiedla stanowi dwanaście pięciokondygnacyjnych budynków mieszkalnych. Znajduje się tutaj dom kultury Polan 100, przedszkole nr 180 Dzięciołowe Mieszkanie, Stowarzyszenie Klub Abstynentów "Arka" oraz punkt konsultacyjno-informacyjny dla ofiar przemocy w rodzinie. W maju 1986 otwarto tu filię Biblioteki Raczyńskich, którą zamknięto w roku 2017. Obecnie w miejscu Biblioteki znajdują się biura firmy Skanska będące zapleczem budowy parku Rataje.

## Komunikacja
Osiedle Polan posiada połączenie komunikacyjne z innymi osiedlami i dzielnicami miasta poprzez linie autobusowe MPK: 152, 162, 166, 181, 196, 212 i 222.